# Mom Luang
Mom Luang (หม่อมหลวง, abreviado en tailandés ม.ล. y transliterado a nuestro alfabeto M.L. y traducido como El/La Honorable) es el título nobiliario por el que se llama a los hijos de aquellos varones que llevan el título Mom Rajawongse en la casa real en Tailandia.
Aunque por la distancia generacional del rey del que descienden, ya no son considerados parte de la realeza sino ciudadanos comunes, todavía pueden usar este título especialmente dedicado para ellos. Sin embargo, sus descendientes ya no tienen derecho a ningún título. Al igual que su padre Mom Rajawongse, los Mom Luang usan su verdadero apellido.
Coloquialmente se les suele llamar "Mom"; sin embargo la forma correcta de llamarles en trato informal es Khun Chai(m) /Khunying(f) (คุณชาย.../คุณหญิง...).
- Datos: Q30918330